# Política Nacional de Atenção Integral à Saúde da Mulher
A Política Nacional de Atenção Integral à Saúde da Mulher (PNAISM) foi lançada pelo Ministério da Saúde do Brasil, em 2004, estabelecendo as diretrizes técnico-políticas para as ações de atenção à saúde da mulher no âmbito do Sistema Único de Saúde (SUS). Ela apresenta as bases de apoio para estados e municípios na organização de ações de promoção, proteção, assistência e recuperação da saúde ofertadas em todos os níveis de cuidado. Orientando-se a partir de uma perspectiva de gênero, a política direciona para a adoção de uma visão ampliada da mulher, isto é, que leve em conta os diversos contextos de vida em que está inserida, bem como para a importância da humanização das práticas e da participação comunitária em todos os processos. A PNAISM consolidou os avanços do Programa de Assistência Integral à Saúde da Mulher (PAISM), de 1984, e rompeu com a limitação à saúde reprodutiva, passando a abranger outros aspectos relacionados à saúde.